# Persgölen
Persgölen är en sjö i Västerviks kommun i Småland och ingår i Botorpsströmmens huvudavrinningsområde. Sjöns area är 0,02 kvadratkilometer och den befinner sig 59 meter över havet.